# NK Travnik
 (août 2022).
Maillots
Dernière mise à jour : 17 octobre 2019.
Le NK Travnik est un club de football bosnien basé à Travnik, fondé en 1922.

## Historique
- 1922 : fondation du club

## Palmarès
- Première ligue de la fédération de Bosnie-et-Herzégovine
  - Champion : 2003, 2007